# Autobianchi Bianchina
Autobianchi Bianchina je miniautomobil (segment A, městské vozidlo) konstrukčně založený na automobilu Fiat 500 a vyráběný od roku 1957 do roku 1970 italskou automobilkou Autobianchi v řadě variant: Berlina (sedan), Cabriolet (roadster), Trasformabile (se stažitelnou střechou), Panoramica (kombi) a Furgoncino (dodávka). Automobil byl veřejnosti poprvé představen 16. září 1957 v Museo della Scienza e della Tecnologia Leonardo da Vinci v Miláně.
Zpočátku byl do auta montován nejmenší a nejslabší motor Fiat, vzduchem chlazený motor o objemu 479 cm³ a výkonu 11 kW. V roce 1959 byl výkon motoru zvýšen na 13 kW. V roce 1960 začala výroba verze Cabriolet, v témže začala též výroba verze Trasformabile Special, do které byl montován motor o větším objemu a výkonu (499 cm³, 15 kW). Tento model měl také dvoubarevný lak (odlišná barva střechy a horní části) a jako jediný typ měl také opačně otevírané dveře („proti větru“). V roce 1962 ho nahradil čtyřdveřový sedan, motor a šasi byly stejné.
V roce 1965 vůz prošel menším faceliftem. Ve Francii byly modely prodávány pod odlišnými názvy: Berlina jako Lutèce, Familiare jako Texane a Trasformabile jako Eden Roc.

## Přehled variant

Modely Bianchina
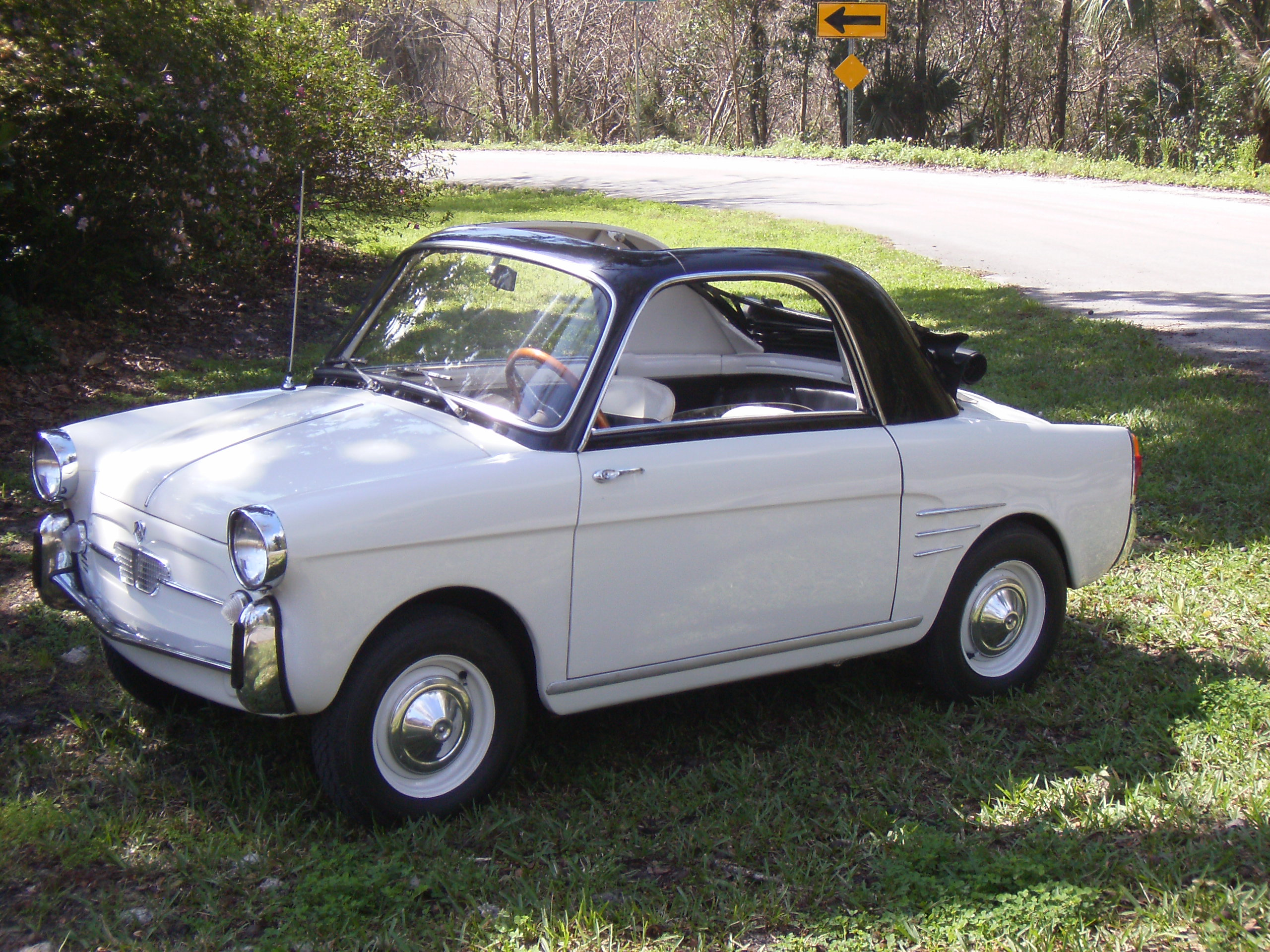
Trasformabile
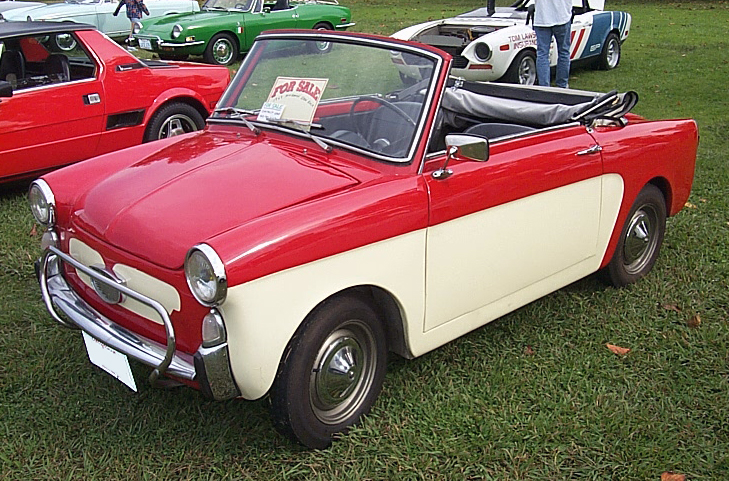
Cabriolet
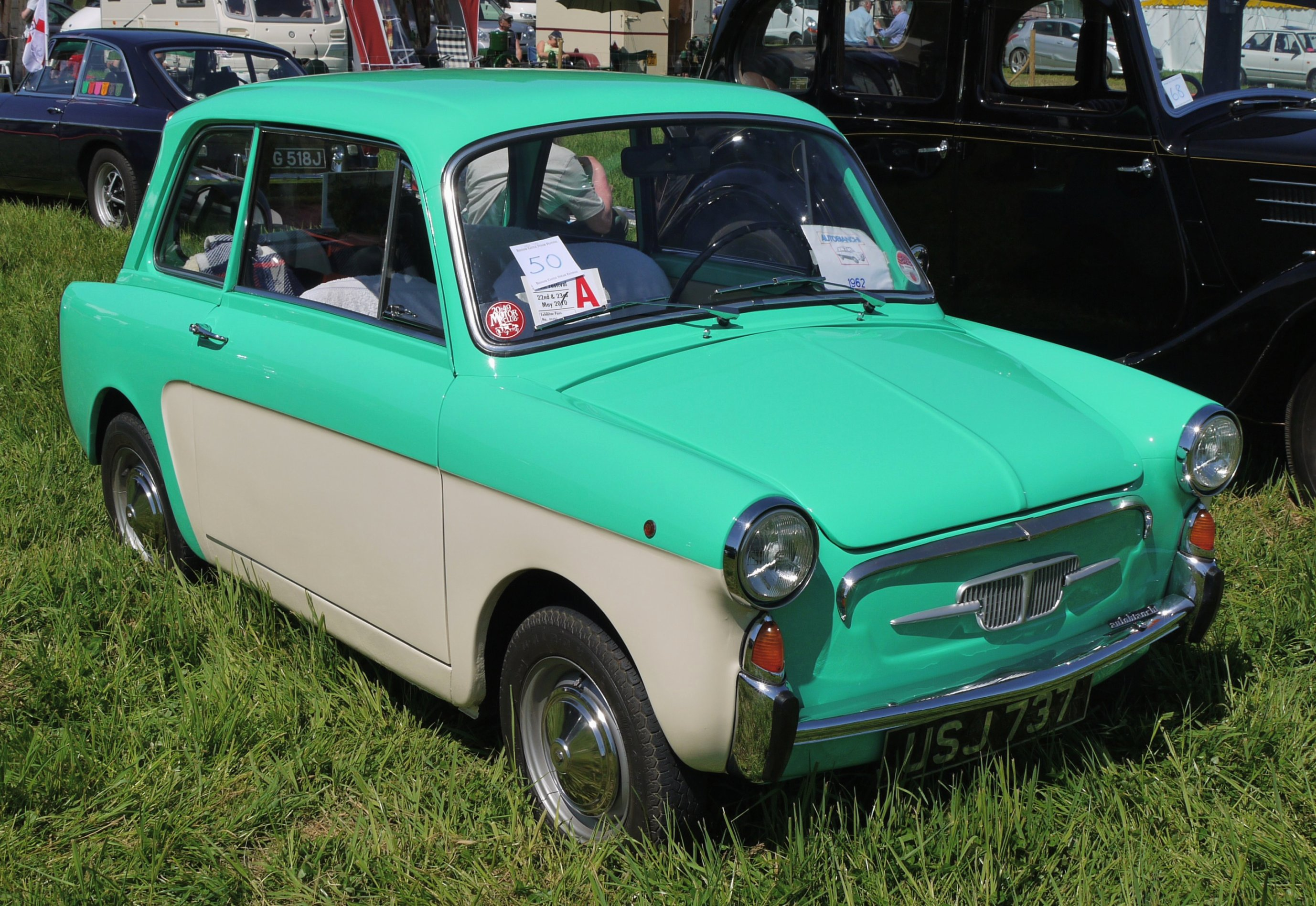
Berlina
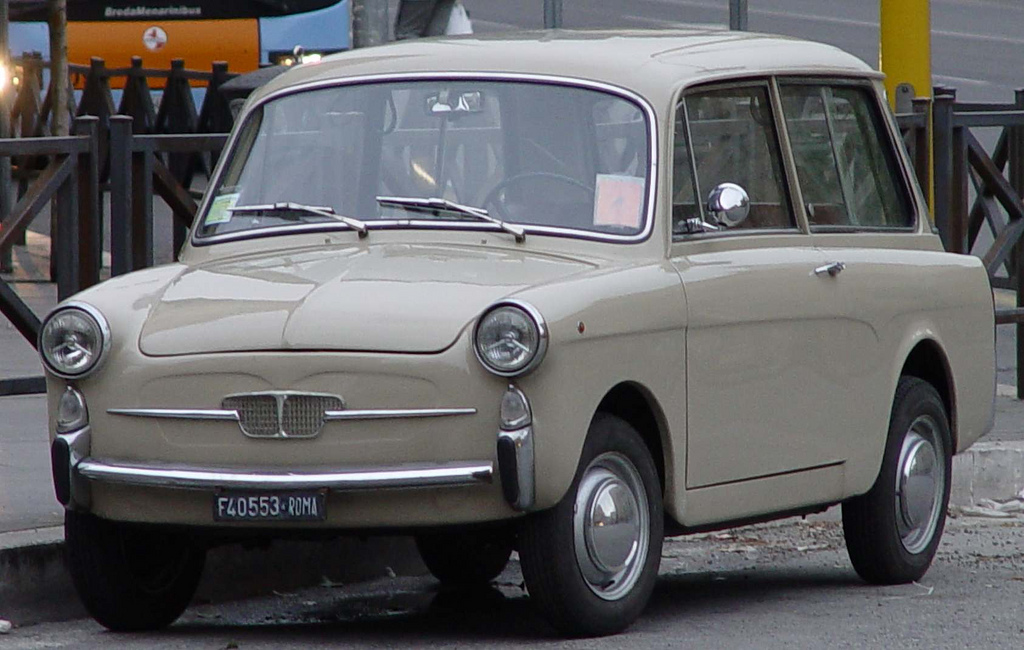
Panoramica
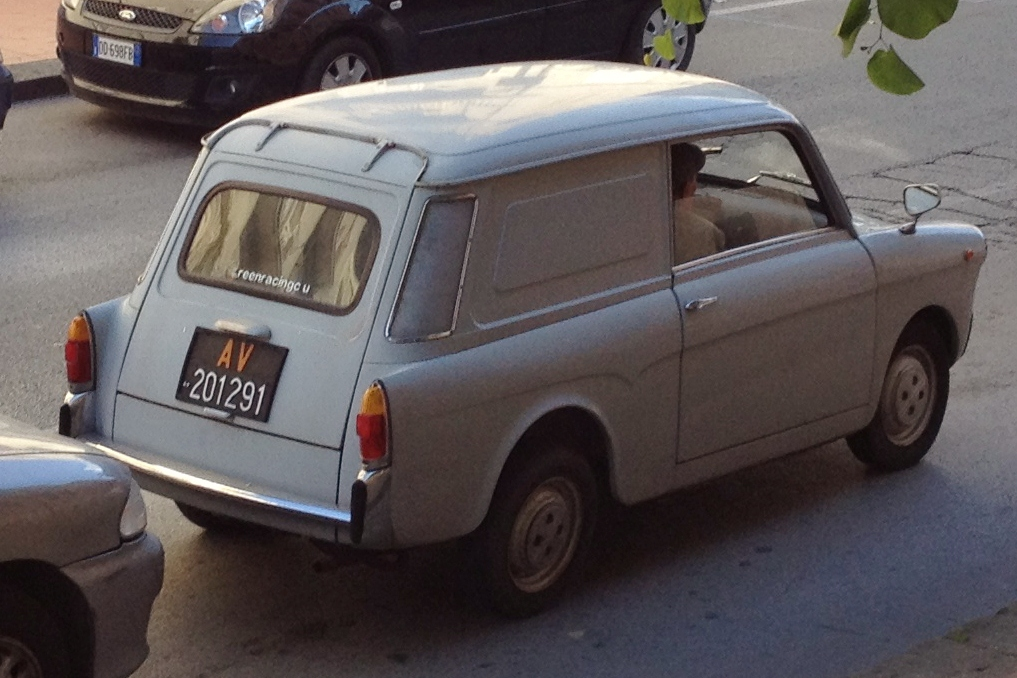
Furgoncino (nízká střecha)
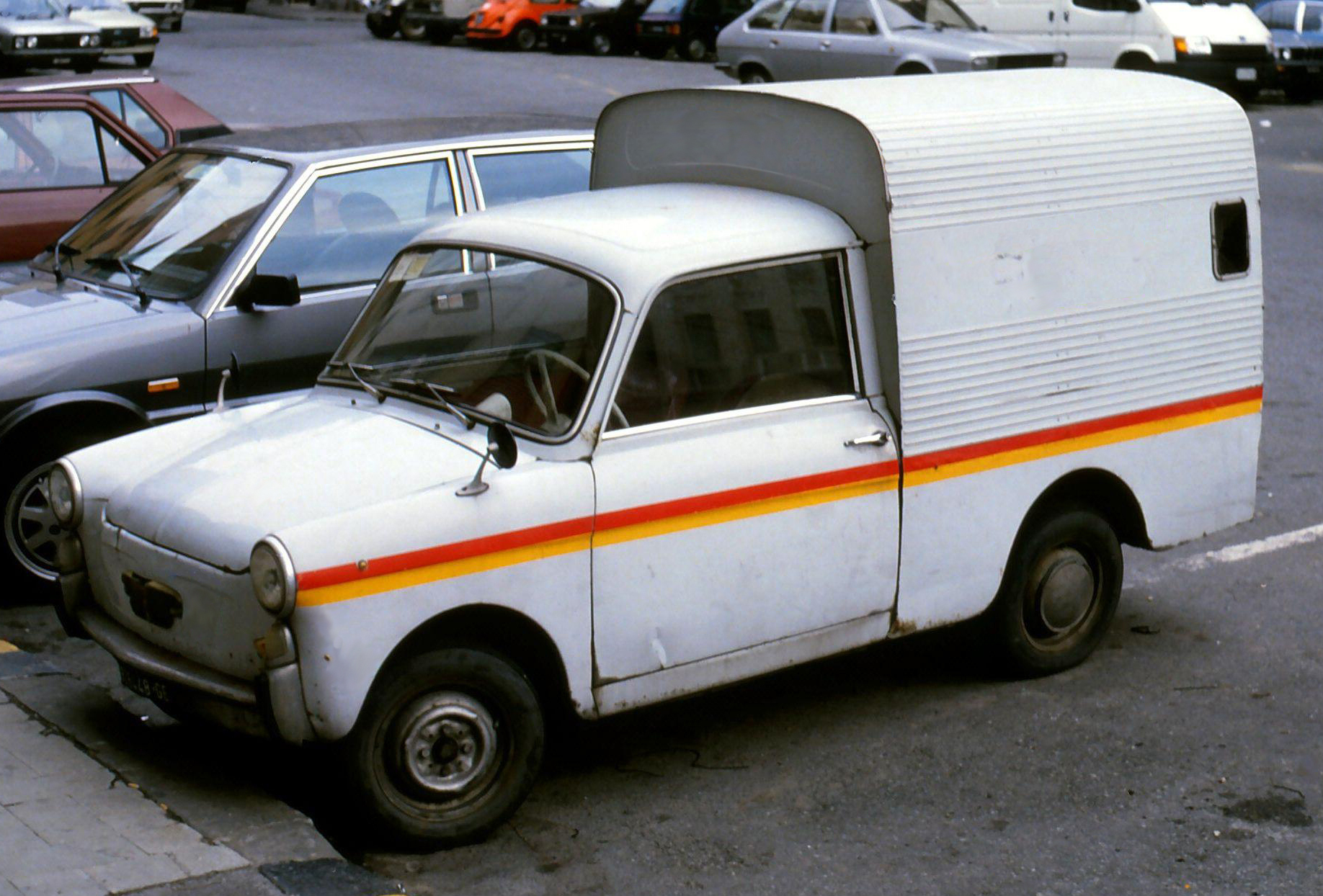
Furgoncino (vysoká střecha)

Bianchina se vyráběla od roku 1957 do roku 1970, celkový objem všech verzí byl přibližně 275 000 kusů. 
| Model                              | Roky      | Výkon (bhp) | Objem | Kusů   |
| ---------------------------------- | --------- | ----------- | ----- | ------ |
| Trasformabile: série 1             | 1957–1958 | 15          | 479   | 17,000 |
| Trasformabile: série 2             | 1959–1960 | 16.5        | 479   | 10,000 |
| Trasformabile: série 3             | 1961–1962 | 17.5        | 499   | 7,000  |
| Trasformabile Special              | 1959–1962 | 21          | 499   | 1,500  |
| Cabriolet: série 1                 | 1960      | 21          | 499   | 1,050  |
| Cabriolet: série 2 D               | 1961–1964 | 21          | 499   | 5,500  |
| Cabriolet: série 3 F               | 1965–1969 | 21          | 499   | 2,750  |
| Berlina D                          | 1962–1964 | 17.5        | 499   | 26,500 |
| Berlina F                          | 1965–1969 | 18          | 499   | 33,500 |
| Berlina Special D                  | 1962–1964 | 21          | 499   | 4,000  |
| Berlina Special F                  | 1965–1969 | 21          | 499   | 5,000  |
| Panoramica D                       | 1960–1964 | 17.5        | 499   | 75,000 |
| Panoramica F                       | 1965–1969 | 17.5        | 499   | 85,000 |
| Panoramica střešní okno            | 1960–1969 | 17.5        | 499   |        |
| Furgoncino dodávka: nízká střecha  | 1965–1970 | 17.5        | 499   |        |
| Furgonetta dodávka: vysoká střecha | 1970–1977 | 17.5        | 499   |        |

Zdroj: Club Bianchina and Bianchina Classic Club

## Autobianchi Bianchina Giardiniera
Automobilka Autobianchi použil jméno Bianchina také pro model Autobianchi Bianchina Giardiniera.

## Auto ve filmu
V americké kriminální a romantické komedii z roku 1966 Jak ukrást Venuši (v anglickém originále How to Steal a Million) režiséra Williama Wylera (v hlavních rolích Audrey Hepburn a Peter O'Toole) Audrey Hepburn řídí červený model Autobianchi Bianchina cabriolet.
V animované sci-fi komedii z roku 2013 Já, padouch 2 (v anglickém originále Despicable Me 2, auto Lucy Wilde (v českém dabingu Veronika Žilková) připomíná model Bianchina Trasformabile.
V komedii Růžový Panter z roku 1963, růžový model Autobianchi Bianchina cabriolet.
Největší filmové proslulosti dosáhla čtyřmístná verze Berlina v podobě auta pana účetního Fantozziho. 

## Fotogalerie
Autobianchi Bianchina Berlina 110FB, rok výroby 1966 v Trojském zámku na oslavách 120 let FIAT. Motor: řadový vzduchem chlazený dvouválec, zdvihový objem 499 cm³, maximální výkon 14 kW (19 k) při 4400 otáčkách za minutu. Maximální rychlost 95 km/h, spotřeba paliva přibližně 5 litrů na 100 km, čtyřstupňová převodovka, pohon zadních kol, brzdy bubnové, rozměry 3020 x 1340 x 1320 mm, pohotovostní hmotnost 745 kg. Vozidlo původem z Itálie v původním zachovalém stavu.

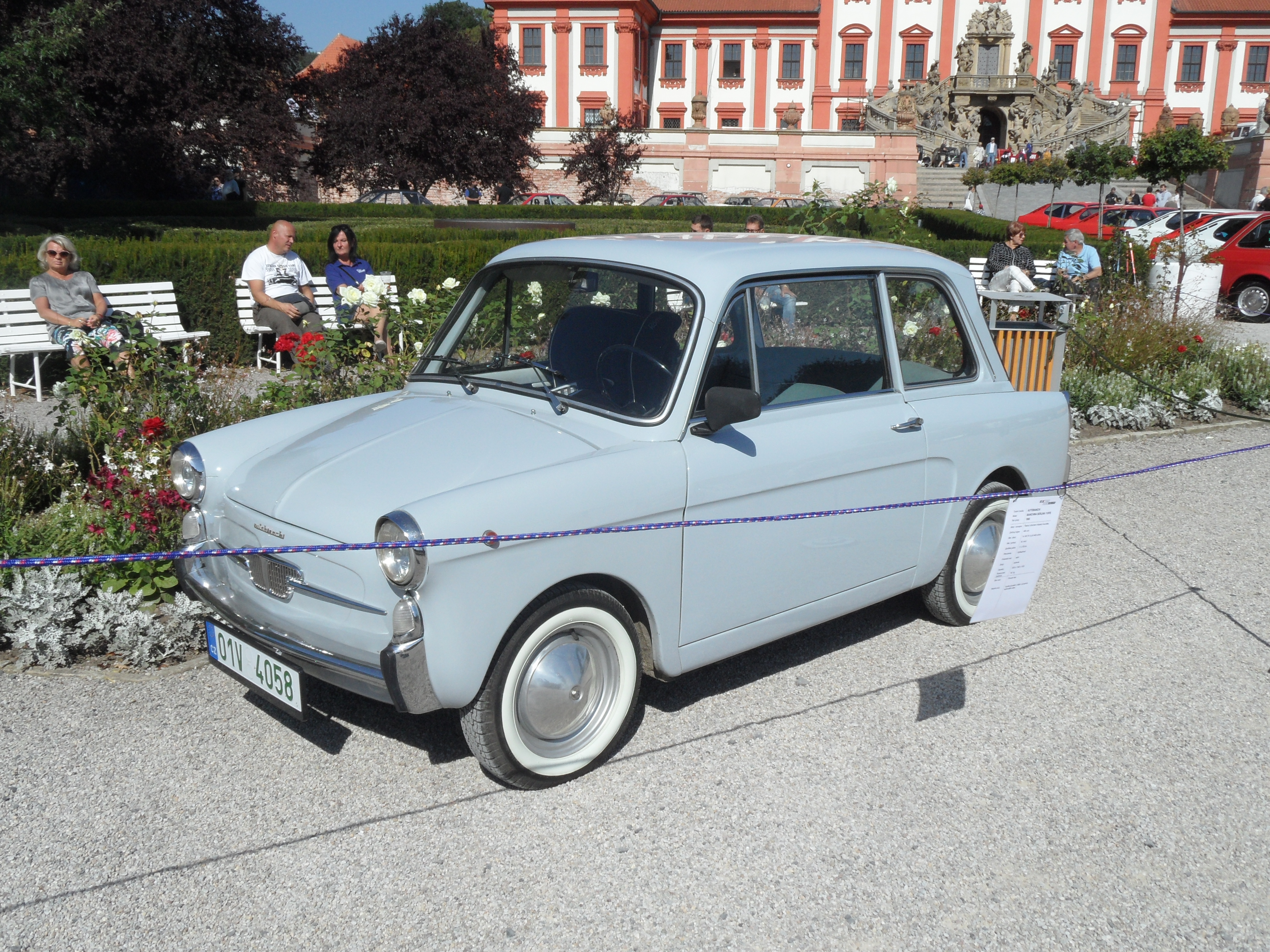
Autobianchi Bianchina Berlina 110FB
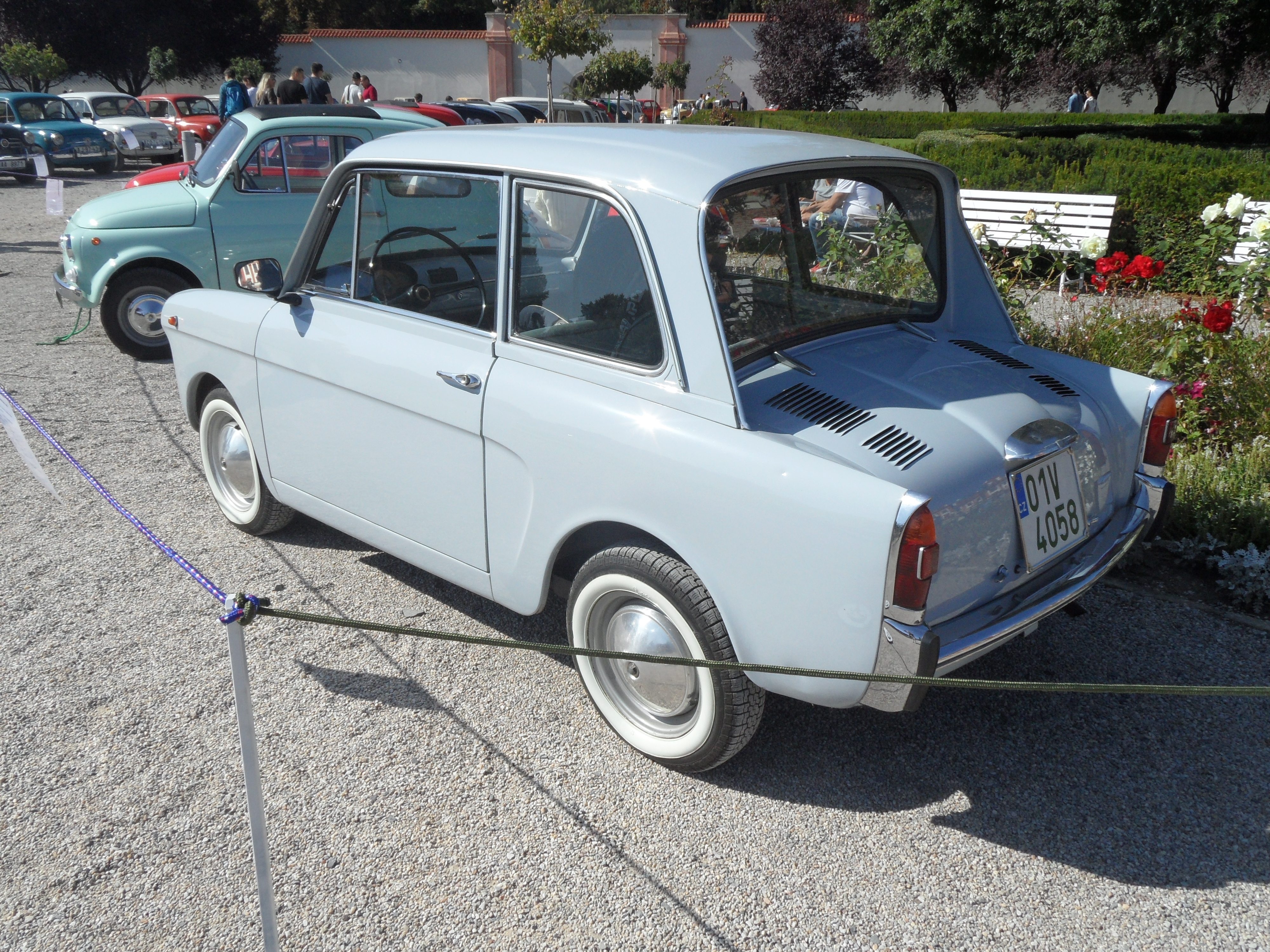
Autobianchi Bianchina Berlina 110FB
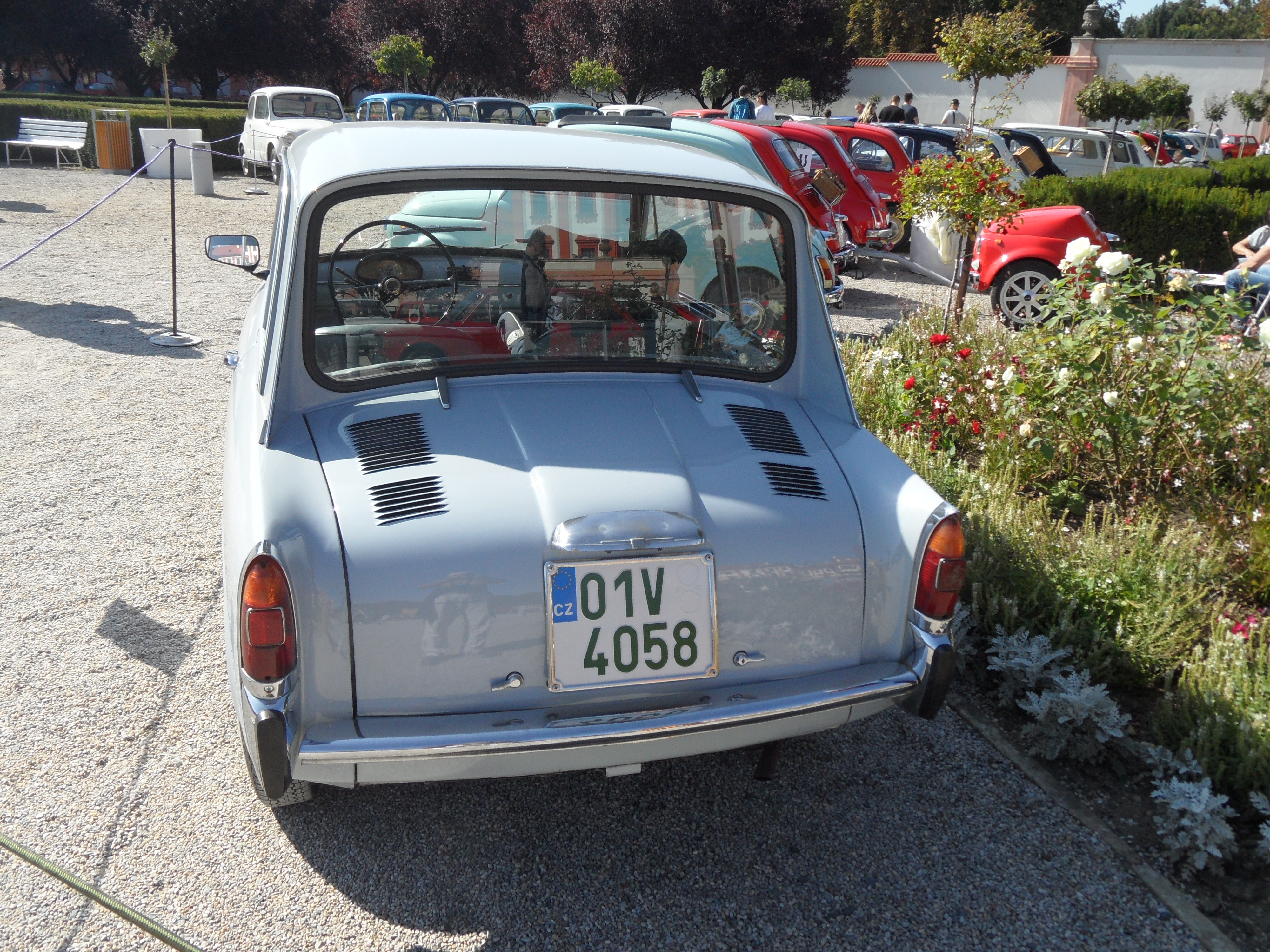
Autobianchi Bianchina Berlina 110FB